# Antonio Machado
Antonio Machado Ruiz (Sevilla, 26 de julio de 1875-Colliure, 22 de febrero de 1939) fue un poeta español, el más joven representante de la generación del 98. Su obra inicial, de corte modernista (como la de su hermano Manuel), evolucionó hacia un intimismo simbolista con rasgos románticos, que maduró en una poesía de compromiso humano, de una parte, y de contemplación de la existencia, por otra; una síntesis que en la voz de Machado se hace eco de la sabiduría popular más ancestral. Dicho en palabras de Gerardo Diego, «hablaba en verso y vivía en poesía». Fue uno de los alumnos distinguidos de la Institución Libre de Enseñanza, con cuyos idearios estuvo siempre comprometido. Falleció en el exilio durante la guerra civil española.

## Biografía

### Infancia en Sevilla

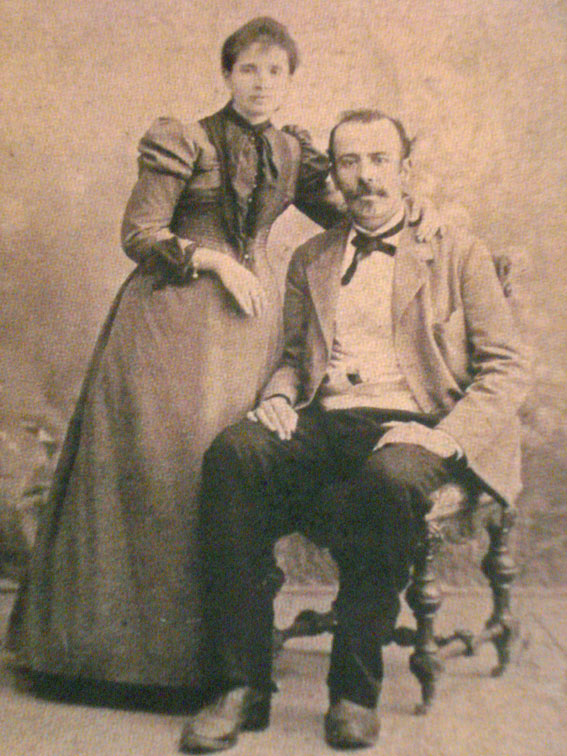
Retrato de Antonio Machado Álvarez y Ana Ruiz, padres de Antonio

Antonio Cipriano José María Machado Ruiz nació a las cuatro y media de la madrugada del 26 de julio de 1875 (festividad de Santa Ana y por tanto onomástica de su madre), en una de las viviendas de alquiler del llamado palacio de las Dueñas, en Sevilla. Fue el segundo varón que dio a luz su madre, Ana Ruiz Hernández, de una descendencia de ocho en total. Once meses antes había nacido Manuel, el primogénito, compañero de muchos pasajes de la vida de Antonio, y con el tiempo también poeta y dramaturgo.

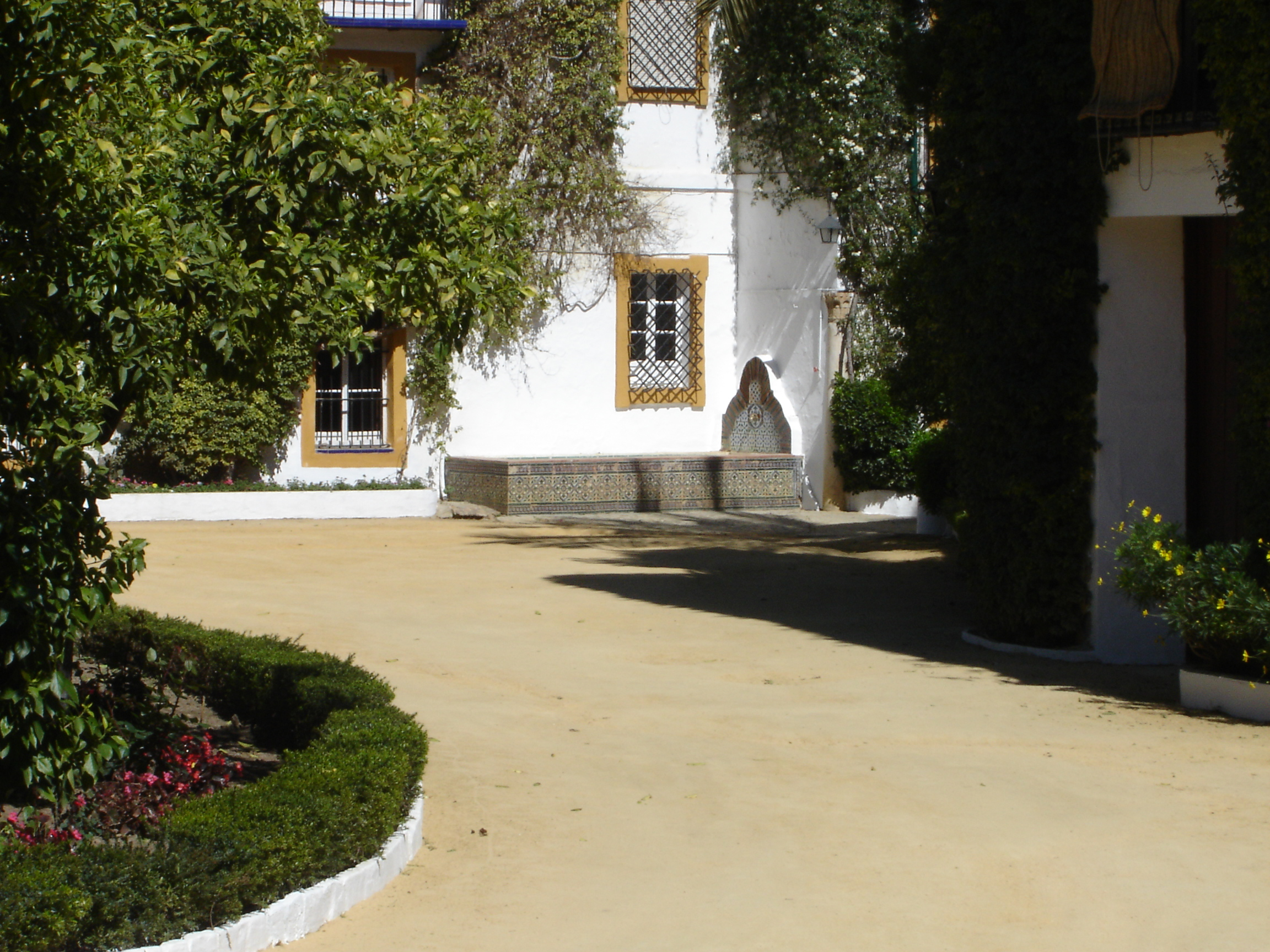
El rincón de la alberca en uno de los patios del Palacio de las Dueñas, en una de cuyas viviendas nació, en 1875, Antonio Machado.

La familia materna de Machado tenía una confitería en el barrio de Triana, y el padre, Antonio Machado Álvarez, era abogado, periodista e investigador del folclore, trabajo por el que llegaría a ser reconocido internacionalmente con el seudónimo de «Demófilo». En otra vivienda del mismo palacio son vecinos sus abuelos paternos, el médico y naturalista Antonio Machado Núñez, catedrático y rector de la Universidad de Sevilla y convencido institucionista, y su esposa, Cipriana Álvarez Durán, de cuya afición a la pintura quedó como ejemplo un retrato de Antonio Machado a la edad de cuatro años.
La infancia sevillana de Antonio Machado fue evocada en muchos de sus poemas casi fotográficamente:

Mi infancia son recuerdos de un patio de Sevilla
y un huerto claro donde madura el limonero...
«Retrato», Campos de Castilla (CXVII).

Y de nuevo, en un soneto evocando a su padre escribe:

Esta luz de Sevilla... Es el palacio
donde nací, con su rumor de fuente.
Mi padre, en su despacho.—La alta frente,
la breve mosca, y el bigote lacio—.
Sonetos (IV).

En 1883, el abuelo Antonio, con sesenta y ocho años y el apoyo de Giner de los Ríos y otros colegas krausistas, gana una oposición a la cátedra de Zoografía de Articulaciones Vivientes y Fósiles en la Universidad Central de Madrid. La familia acuerda trasladarse a la capital española donde los niños Machado tendrán acceso a los métodos pedagógicos de la Institución Libre de Enseñanza. José Luis Cano, en su biografía de Machado, cuenta que una mañana de primavera, antes de salir para Madrid, «Demófilo» llevó a sus hijos a Huelva a conocer el mar.
En un estudio más reciente, Gibson anota que el propio Machado le escribía en 1912 a Juan Ramón Jiménez evocando «...sensaciones de mi infancia, cuando yo vivía en esos puertos atlánticos».
Sea como fuere, quedarían grabadas en la retina del poeta aquellas «estelas en la mar».

### Estudiante en Madrid
El 8 de septiembre de 1883, el tren en el que viajaba la familia Machado hizo su entrada en la estación de Atocha.

Desde los ocho a los treinta y dos años he vivido en Madrid con excepción del año 1899 y del 1902 que los pasé en París. Me eduqué en la Institución Libre de Enseñanza y conservo gran amor a mis maestros: Giner de los Ríos, el imponderable Cossío, Caso, Sela, Sama (ya muerto), Rubio, Costa (D. Joaquín —a quien no volví a ver desde mis nueve años—). Pasé por el Instituto y la Universidad, pero de estos centros no conservo más huella que una gran aversión a todo lo académico.
Antonio Machado, Autobiografía.

Diez días después, Manuel (nueve años), Antonio (ocho) y José (cuatro), ingresan en el local provisional de la Institución Libre de Enseñanza (ILE). A lo largo de los próximos años, sus profesores serán el propio Giner de los Ríos, Manuel Bartolomé Cossío, Joaquín Costa, José de Caso, Aniceto Sela, Joaquín Sama, Ricardo Rubio, y otros maestros menos conocidos como José Ontañón Arias, Rafael Torres Campos, Germán Flórez o Eduardo Benot. Entre sus compañeros estaban: Julián Besteiro, Juan Uña, José Manuel Pedregal, Pedro Jiménez-Landi, Antonio Vinent y Portuondo o los hermanos Eduardo y Tomás García del Real.
La Institución, en coherente armonía con el ambiente familiar de los Machado marcarían su ideario intelectual. Con la ILE, descubrió Machado el Guadarrama. En su elegía al maestro Giner, de 1915, Machado concluye:

Allí el maestro un día
soñaba un nuevo florecer de España.
«A Don Francisco Giner de Los Ríos».

El 16 de mayo de 1889, Machado (al que apenas faltan tres meses para cumplir catorce años) asiste al instituto San Isidro, donde la Institución Libre estaba entonces colegiada, para superar la reválida de ingreso en el bachiller estatal. En junio aprueba Geografía, pero suspende Latín y Castellano, y su expediente es adjudicado al Instituto Cardenal Cisneros para el curso 1889-1890.
Entretanto, la economía en casa de los Machado, que llevaba años siendo muy apretada, alcanzó un nivel crítico. Ana Ruiz acababa de tener su noveno y último parto, una niña nacida el 3 de octubre de 1890 que moriría años después. Su marido, un «Demófilo» agotado, desilusionado, cuarentón y con siete hijos, decidió aceptar el puesto de abogado que le ofrecían unos amigos en San Juan de Puerto Rico.
Conseguido el permiso del Ministerio de Ultramar, Antonio Machado Álvarez (padre de Antonio Machado) se embarcó rumbo al Nuevo Continente en agosto de 1892. No consiguió fortuna sino el infortunio de una tuberculosis fulminante que acabó con su vida, sin llegar a cumplir los cuarenta y siete años. Murió en Sevilla, el 4 de febrero de 1893.

#### Bohemia madrileña
En 1895, Antonio Machado aún no había acabado el bachillerato. Al año siguiente, dos días antes de su vigesimoprimer cumpleaños, murió su abuelo, el luchador krausista, íntimo amigo de Giner y eminente zoólogo Antonio Machado Núñez. A la pérdida familiar se unió el descalabro económico de una familia de la que Juan Ramón Jiménez dejaría este cruel retrato en su libro El modernismo. Notas de un curso: «[...] Abuela queda viuda y regala casa. Madre inútil. Todos viven pequeña renta abuela. Casa desmantelada. Familia empeña muebles. No trabajan ya hombres. Casa de la picaresca. Venta de libros viejos».
Ociosos, los jóvenes hermanos Machado, entonces inseparables, se entregaron a la atractiva vida bohemia del Madrid de finales del siglo XIX. Cafés de artistas, tablaos, tertulias literarias, el frontón y los toros, todo les interesa. Les deslumbra la rebeldía esperpéntica de un Valle-Inclán y un Sawa o la personalidad de actores como Antonio Vico y Ricardo Calvo Agostí; en lo literario hacen amistad con un Zayas o un Villaespesa y, en general, se dejan estimular por la vida pública de la mayoría de los intelectuales de la época.
En octubre de 1896 Antonio Machado, apasionado del teatro, entró a formar parte como meritorio en la compañía teatral de María Guerrero y Fernando Díaz de Mendoza. El propio poeta recordará con humor su carrera como actor: «[...] yo era uno de los que sujetaban a Manelic, en el final del segundo acto». La bohemia oscura y luminosa del Madrid del final del siglo XIX se alternaba con la colaboración de ambos hermanos en la redacción de un Diccionario de ideas afines, dirigido por el exministro republicano Eduardo Benot. Era inevitable que los jóvenes Machado sintiesen la atracción de París.

### París-Madrid
En junio de 1899, Antonio Machado viajó a París, donde ya le esperaba su hermano Manuel. En la capital francesa trabajaron para la Editorial Garnier, se relacionaron con Enrique Gómez Carrillo y Pío Baroja, descubrieron a Paul Verlaine y tuvieron oportunidad de conocer a Oscar Wilde y Jean Moreas. Antonio regresó a Madrid en octubre de ese mismo año, incrementando su trato con el «estado mayor» del modernismo, un activo Francisco Villaespesa, un itinerante Rubén Darío y un joven de Moguer, Juan Ramón Jiménez.
En abril de 1902, Antonio y Manuel hacen su segundo viaje a París. Allí se reencuentran con otro hermano, Joaquín (El viajero), que regresa de su experiencia americana «enfermo, solitario y pobre», y Antonio se vuelve con él a España el 1 de agosto. A finales de ese año, de vuelta en Madrid, el poeta entregó a la imprenta de A. Álvarez Soledades (1899-1902), su primer libro.
Entre 1903 y 1908, el poeta colaboró en diversas revistas literarias: Helios (que publicaba Juan Ramón Jiménez), Blanco y Negro, Alma Española, Renacimiento Latino o La República de las Letras. También firmó el manifiesto de protesta a raíz de la concesión del premio Nobel de Literatura a José Echegaray. En 1906, por consejo de Giner, preparó oposiciones a profesor de francés en Institutos de Segunda Enseñanza, que obtuvo al año siguiente.
En 1907 publicó en Madrid, con el librero y editor Gregorio Pueyo, su segundo libro de poemas, Soledades. Galerías. Otros poemas (una versión ampliada de Soledades). El poeta tomó posesión de su plaza en el instituto de la capital soriana el 1 de mayo y se incorporó a ella en septiembre. Diferentes versiones han especulado sobre las razones que Machado pudo tener para escoger Soria, en aquel tiempo la capital de provincia más pequeña de España, con poco más de siete mil habitantes. Quizá le pareció la plaza más cercana a Madrid a la que su escaso currículo le permitió acceder (de las tres vacantes, Soria, Baeza y Mahón, que quedaban libres de la lista total de siete). Ángel Lázaro dejó escrito lo que el propio poeta contestaba, cuando los amigos le preguntaban sobre su decisión:

Yo tenía un recuerdo muy bello de Andalucía, donde pasé feliz mis años de infancia. Los hermanos Quintero estrenaron entonces en Madrid El genio alegre, y alguien me dijo: ″Vaya usted a verla. En esa comedia está toda Andalucía″. Y fui a verla, y pensé: ″Si es esto de verdad Andalucía, prefiero Soria.″ Y a Soria me fui.
Antonio Machado en González (1986).

### En Soria
El Machado del París simbolista y el Madrid bohemio reflejado en sus Soledades y galerías dio paso en la descarnada realidad soriana a un hombre diferente: «... cinco años en Soria» —escribiría luego en 1917— «orientaron mis ojos y mi corazón hacia lo esencial castellano...» —y añade— «Ya era, además, muy otra mi ideología». En lo literario, así quedó reflejado en su siguiente libro, Campos de Castilla; en lo profesional, inició su vida de maestro de pueblo; en lo sentimental, descubrió a Leonor, el gran amor de su vida.

#### Leonor

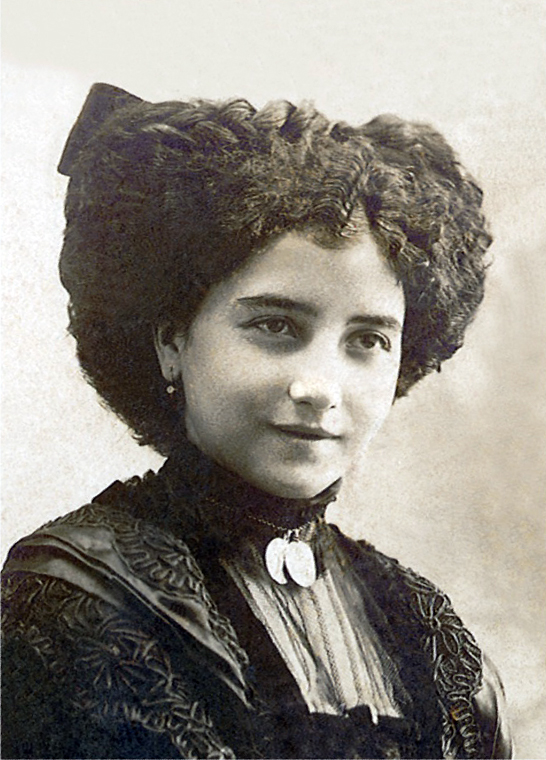
Foto de Leonor Izquierdo el día de su boda el 30 de julio de 1909

En diciembre de 1907, al cerrarse la pensión en la que vivía Machado, los huéspedes se trasladaron a un nuevo establecimiento sito en la entonces llamada plaza de Teatinos. En la nueva pensión, regida por Isabel Cuevas y su marido Ceferino Izquierdo, sargento de la Guardia Civil jubilado, quiso el destino que el poeta conociera a Leonor Izquierdo, la hija mayor, y aún apenas una niña de trece años. El embeleso de Machado fue tan intenso que por primera vez quizá en su vida se mostró impaciente, y cuando tuvo la certeza de que su amor era correspondido acordó el compromiso con la madre de Leonor. Había pasado poco más de un año, y los novios aún tuvieron que esperar otro hasta que ella alcanzase la edad legal para casarse. Y así, el 30 de julio de 1909 se celebró la ceremonia en la iglesia de Santa María la Mayor de Soria. Hace un mes que Leonor ha cumplido los quince y el poeta ya tiene treinta y cuatro. Y contra todo pronóstico, el matrimonio fue modelo de entendimiento y felicidad, hasta tal punto que la novia se apasionó por el trabajo del poeta con toda la ilusión de su juventud. Así lo han referido todos los testigos de este episodio de la vida de Antonio Machado.
En Soria, el espíritu de la Institución Libre de Enseñanza, siempre vivo en el poeta, le llevó a emprender una serie de excursiones por la sierra de Urbión y sus pinares, hasta las fuentes del río Duero y la laguna Negra, escenario trágico de La tierra de Alvargonzález, el más largo poema de Machado. De Soria también fue su amistad con José María Palacio, redactor de Tierra Soriana, el periódico local, y uno de los pocos con los que compartió inquietudes e ideologías en el rudo páramo castellano.
En diciembre de 1910, Leonor y Antonio viajaron a París, con una beca concedida al poeta por la Junta para la Ampliación de Estudios para perfeccionar sus conocimientos de francés durante un año. Durante los seis primeros meses, la pareja viajó, visitó los museos e intimaron con Rubén Darío y Francisca Sánchez, su compañera. Machado aprovechó para asistir al curso que Henri Bergson impartía en el Colegio de Francia.
El 14 de julio de 1911, cuando el matrimonio iba a partir hacia la Bretaña francesa de vacaciones, Leonor sufrió una hemoptisis y tuvo que ser ingresada. Los médicos, impotentes en aquella época contra la tuberculosis, recomendaron el regreso al aire sano de Soria. Una engañosa mejoría dio paso a un fulminante final, falleciendo el 1 de agosto de 1912. Su última alegría fue tener en sus manos, publicado al fin, el libro que ella había visto crecer ilusionada día a día: la primera edición de Campos de Castilla.

### En Baeza

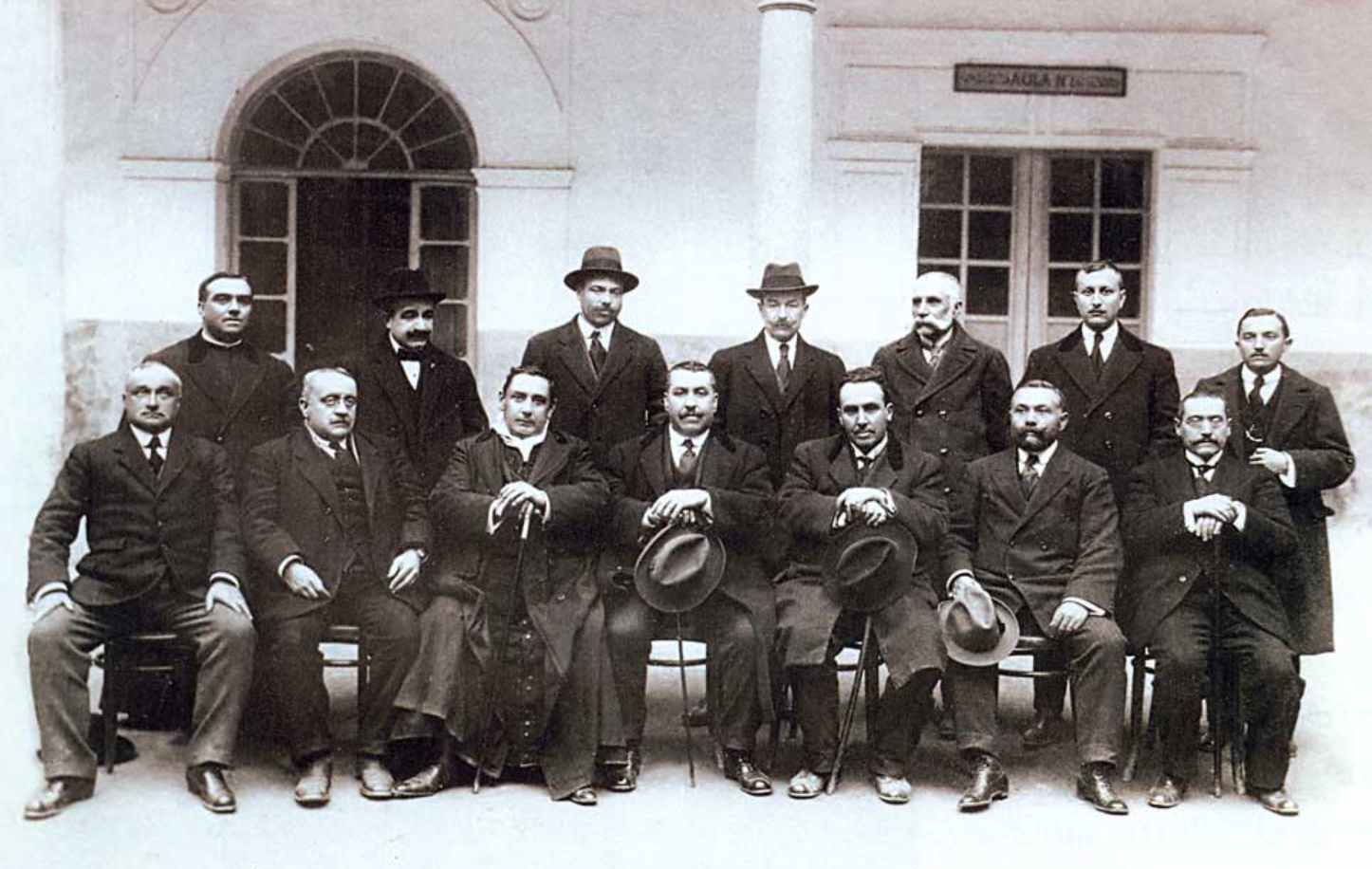
Claustro de profesores del Instituto de Baeza en el patio de columnas. 1918. Fotografía de Francisco Baras.

Machado, desesperado, solicitó su traslado a Madrid, pero el único destino vacante era Baeza, donde durante los siete próximos años penó más que vivió, dedicado a la enseñanza como profesor de Gramática Francesa en el instituto de Bachillerato instalado en la antigua Universidad baezana.

Esta Baeza, que llaman la Salamanca andaluza, tiene un Instituto, un Seminario, una Escuela de Artes, varios colegios de Segunda Enseñanza, y apenas sabe leer un treinta por ciento de la población. No hay más que una librería donde se venden tarjetas postales, devocionarios y periódicos clericales y pornográficos. Es la comarca más rica de Jaén, y la ciudad está poblada de mendigos y de señoritos arruinados en la ruleta.
Antonio Machado (de una carta a Unamuno en 1913)

El poeta no está dispuesto a contemporizar y su mirada se radicaliza; tan solo le sacan de su indignación y su aburrimiento las excursiones que hace a pie y solitario, por los cerros que le separan de Úbeda, o con los escasos amigos que le visitan, por las sierras de Cazorla y de Segura, en las fuentes del Guadalquivir. También tuvo oportunidad de acercarse con más atención a las voces y ritmos del tesoro popular (no en vano llevaba en su herencia la pasión de su padre por el folclore, que a su vez lo había heredado de la abuela de Machado, Cipriana Álvarez Durán). Fruto en gran parte de esa mirada será su siguiente libro, Nuevas canciones.

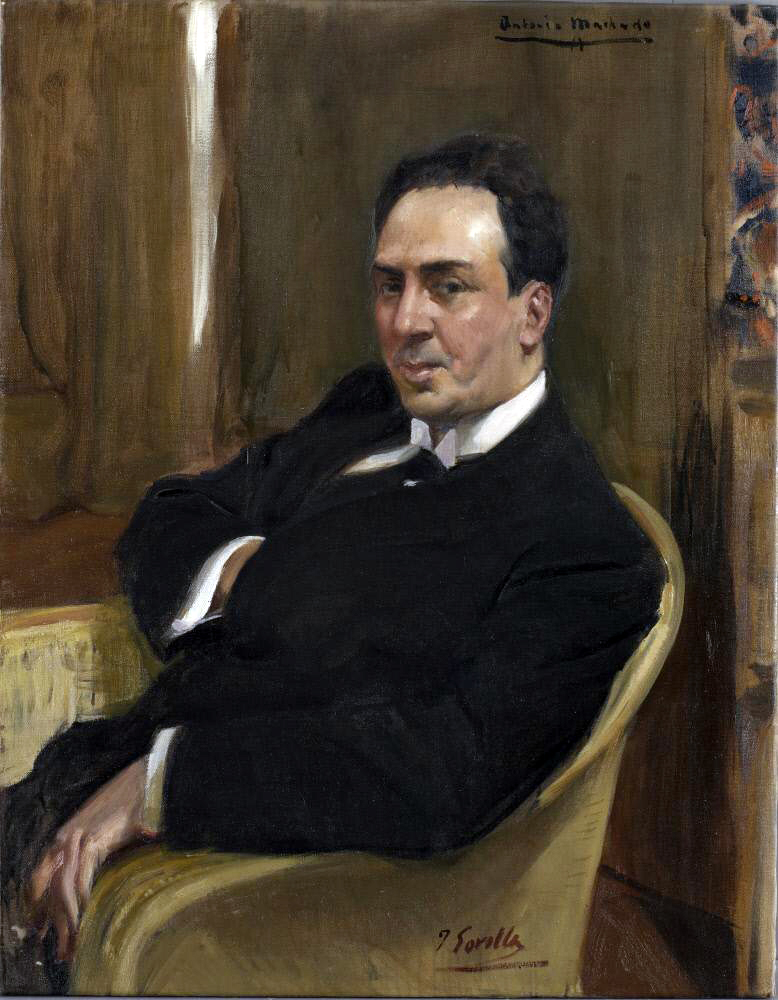
Retratado por Joaquín Sorolla (1918). Hispanic Society of America (Nueva York). Sorolla se lo regaló a Machado «como un poema personal».

Escapar del «poblachón manchego» no fue fácil; para conseguirlo, Machado se vio obligado a estudiar por libre, entre 1915 y 1918, la carrera de Filosofía y Letras. Con ese nuevo título en su menguado currículo, solicitó el traslado al Instituto de Segovia, que en esta ocasión sí se le concedió. Machado abandonó Baeza en el otoño de 1919.

A partir de 1912 y durante los siete años de su estancia en Baeza, Antonio Machado viaja con frecuencia a Madrid, donde reside su familia, cuenta con amigos del mundo de las letras y colabora con importantes publicaciones periódicas, entre otras actividades como su participación en la nombrada Liga de Educación Política Española o su presencia en sonadas conferencias de Miguel de Unamuno, además de por tener que examinarse en la Universidad de Madrid como alumno libre de estudios de la licenciatura en Filosofía y Letras y, posteriormente, del doctorado, lo que ocurre entre 1915 y 1919, meses antes de producirse su traslado al Instituto de Segovia [...]
Antonio Chicharro

Poco antes, el 8 de junio de 1916, Machado había conocido a un joven poeta, con el que desde entonces mantuvo amistad, que se llamaba Federico García Lorca.

### Segovia-Madrid
Machado llegó a Segovia el 26 de noviembre de 1919 y acabó instalándose por el modestísimo precio de 3,50 pesetas al día en una aún más modesta pensión. Era el mes de noviembre de 1919 y el poeta llegó a tiempo para participar en la fundación de la Universidad Popular Segoviana junto con otros personajes como el marqués de Lozoya, Blas Zambrano, Ignacio Carral, Mariano Quintanilla, Alfredo Marqueríe o el arquitecto Francisco Javier Cabello Dodero, que se encargó de restaurar y adaptar el viejo templo románico de San Quirce, uno de los espacios en los que la innovadora institución se había propuesto como objetivo la instrucción gratuita del pueblo segoviano.

Ocupó la Cátedra de Francés del Instituto General y Técnico de la ciudad. En este centro impartirá clases hasta 1932, ejerciendo como vicedirector durante varios años.

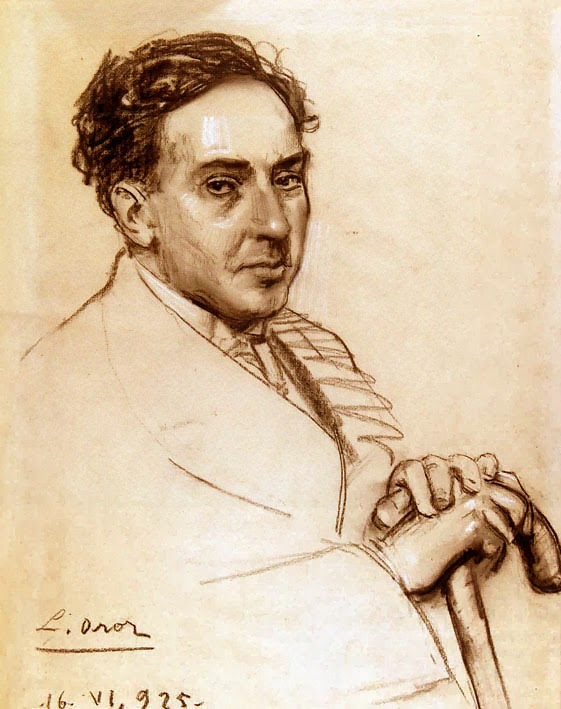
Retratado por Leandro Oroz (1925)

Machado, que ahora contaba con la ventaja de la cercanía de Madrid, visitaba cada fin de semana la capital participando de nuevo en la vida cultural del país con tanta dedicación que a menudo «perdió el tren de regreso a Segovia muchos lunes, y bastantes martes». Este nuevo estatus de perfil bohemio le permitiría recuperar la actividad teatral junto a su hermano Manuel.
En Segovia, por su parte, fue asiduo de la tertulia de San Gregorio que —entre 1921 y 1927— se reunía cada tarde en el alfar del ceramista Fernando Arranz, instalado en las ruinas de una iglesia románica, en la que participaban también amigos como Blas Zambrano (catedrático de la Escuela Normal y padre de María Zambrano), Manuel Cardenal Iracheta, el escultor Emiliano Barral y algunos otros tipos pintorescos (como Carranza, cadete de la academia de Artillería, o el padre Villalba, que puso música a un texto de Machado). También colaboró en la recién nacida revista literaria Manantial y frecuentó el ambiente del Café Castilla, en la plaza mayor de Segovia.
En 1927, Antonio Machado fue elegido miembro de la Real Academia Española, si bien nunca llegó a tomar posesión de su sillón. En una carta a Unamuno, el poeta le comenta la noticia con sana ironía: «Es un honor al cual no aspiré nunca; casi me atreveré a decir que aspiré a no tenerlo nunca. Pero Dios da pañuelo a quien no tiene narices...».

#### Guiomar

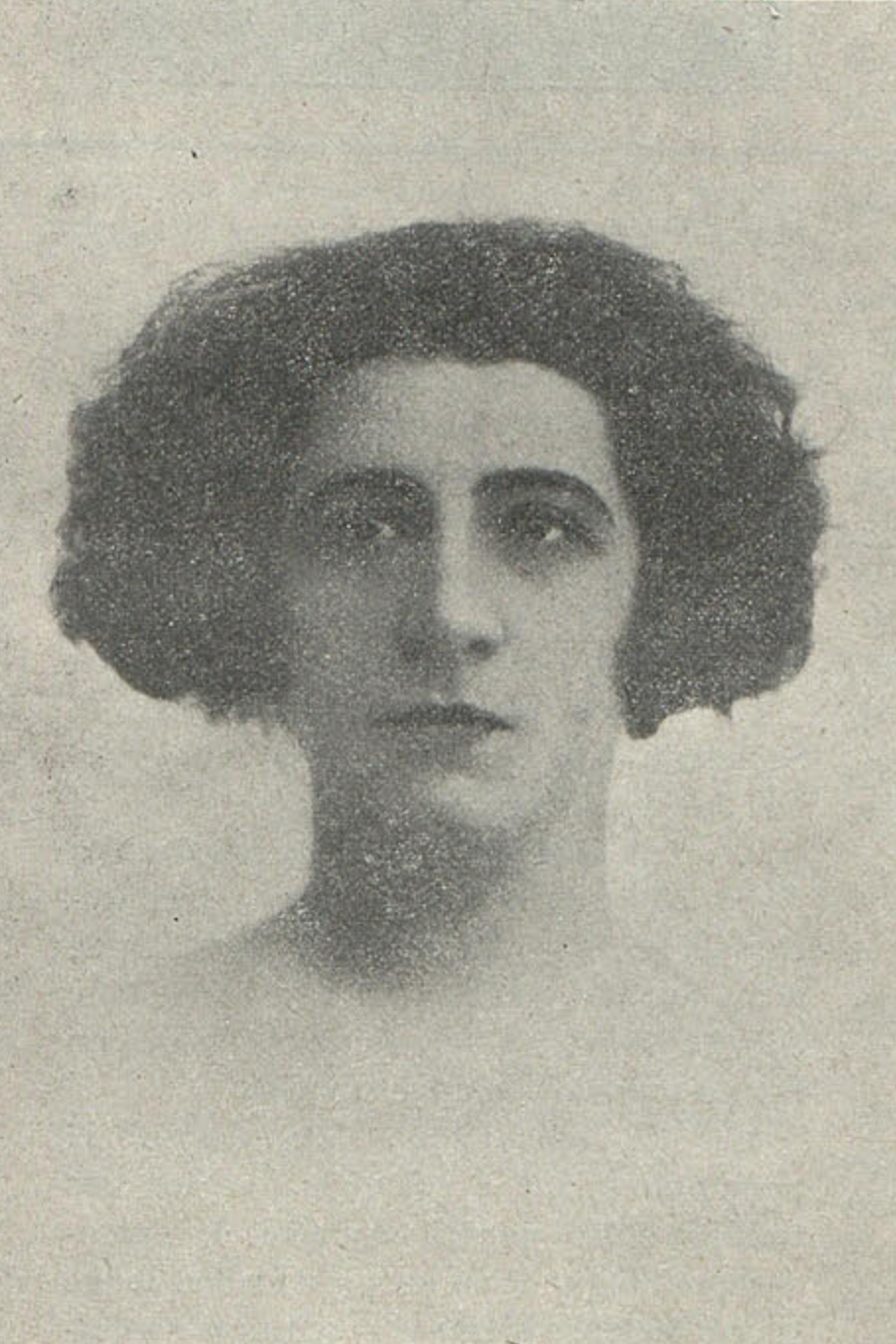
Pilar de Valderrama

En junio de 1928 aparece en su vida Pilar de Valderrama, dama de la alta burguesía madrileña, casada y madre de tres hijos, autora de varios libros de poesía y obras de teatro y cofundadora del Lyceum Club Femenino. Había viajado sola a Segovia buscando serenidad tras una grave crisis conyugal. Tiene en Segovia amistades de visitas anteriores y esta vez llevaba además una carta de presentación de la hermana del actor Ricardo Calvo para su amigo Antonio Machado a quien ella admiraba. Se hospedó en el incómodo Hotel Comercio, el mejor de la ciudad, y en su sala de recibo la visitó Machado iniciándose así su amistad, que en el poeta enseguida se convierte en un enamoramiento tan intenso que, cuando ella le indica que al estar casada sólo le puede ofrecer una inocente amistad, él acepta esa limitación: "Con tal de verte, lo que sea", aunque en sus cartas se lamenta una y otra vez de esa castidad impuesta.
Durante casi nueve años hizo las funciones de musa y «oscuro objeto del deseo» ("la sed que nunca se apaga / del agua que no se bebe") de un rejuvenecido Machado que inmortalizó aquel espejismo poético con el nombre de Guiomar. Desde la publicación en 1950 del libro De Antonio Machado a su grande y secreto amor, escrito por Concha Espina y haciendo pública una colección de cartas entre Machado y una misteriosa pero real Guiomar, varios y variopintos han sido los estudios dedicados al fenómeno Guiomar. Todo parece indicar que Pilar de Valderrama nunca estuvo enamorada de Machado (aunque como buena cortesana fue diestra en el arte de «marear la perdiz»), como parece deducirse de lo escrito en su libro de memorias Sí, soy Guiomar, libro escrito en su vejez y publicado de manera póstuma, para insistir en el carácter platónico de su relación con el poeta, pero sin explicar por qué de ser así se mantuvo en secreto con tanto celo. Tampoco explicó la inspiradora de Guiomar por qué quemó la mayoría de las cartas que recibió de Machado, cuando —quizá advertida por sus contactos entre la clase acomodada— abandonó Madrid, rumbo a Estoril, en junio de 1936, un mes antes del golpe de Estado.

#### 14 de abril en Segovia
El último gran acontecimiento de los años segovianos de Machado ocurrió el 14 de abril de 1931, fecha de la proclamación de la Segunda República española. El poeta, que vive la noticia en Segovia, fue requerido para ser uno de los encargados de izar la bandera tricolor en el balcón del Ayuntamiento. Un momento emotivo que Machado recordaría con estas palabras:

¡Aquellas horas, Dios mío, tejidas todas ellas con el más puro lino de la esperanza, cuando unos pocos viejos republicanos izamos la bandera tricolor en el Ayuntamiento de Segovia! (...) Con las primeras hojas de los chopos y las últimas flores de los almendros, la primavera traía a nuestra república de la mano.
Antonio Machado

### Madrid republicano
En octubre de 1931 la República le concedió a Machado una cátedra de francés en Madrid, donde a partir de 1932 pudo vivir de nuevo en compañía de su familia (su madre, su hermano José, mujer e hijas). 
En la capital, el poeta continuó viéndose en secreto con la inspiradora de Guiomar y estrenando las comedias escritas con Manuel.
En una Orden gubernamental de 19 de marzo de 1932, a petición del secretario del Patronato de las Misiones Pedagógicas, se autoriza a Machado a residir en Madrid «para la organización del Teatro popular».
Durante los siguientes años, Machado escribió menos poesía pero aumentó su producción en prosa, publicando con frecuencia en el Diario de Madrid y El Sol y perfilando definitivamente a sus dos apócrifos, los pensadores (y cómo Machado, poetas y maestros) Juan de Mairena y Abel Martín.
En 1935, Machado se trasladó del Instituto Calderón de la Barca al Cervantes. Días antes, el 1 de septiembre había muerto su maestro Cossío, poco después de haberse reunido con él en su retiro de la sierra de Guadarrama y en compañía de otros institucionistas, Ángel Llorca y Luis Álvarez Santullano. 
Las pérdidas se acumulan: el 5 de enero muere Valle-Inclán y el 9 de abril un olvidado Francisco Villaespesa... el desfile de la muerte se había adelantado.

### La Guerra Civil
Casi desde los primeros días de la guerra, Madrid, ya convulsionada desde los últimos estertores del segundo bienio, se convirtió en un campo abonado para las privaciones y la muerte. La Alianza de Intelectuales decidió, entre otras muchas medidas de emergencia, evacuar a zonas más seguras a una serie de escritores y artistas, Machado entre ellos (por su edad avanzada y por su significación). La oferta, un día de noviembre de 1936, la presentan en el domicilio del poeta, otros dos ilustres colegas: Rafael Alberti y León Felipe. Machado, «concentrado y triste» –según evocaría luego Alberti– se resistía a marchar. Fue necesaria una segunda visita con mayor insistencia y a condición de que sus hermanos Joaquín y José, con sus familias, le acompañasen junto con su madre.

#### En Rocafort

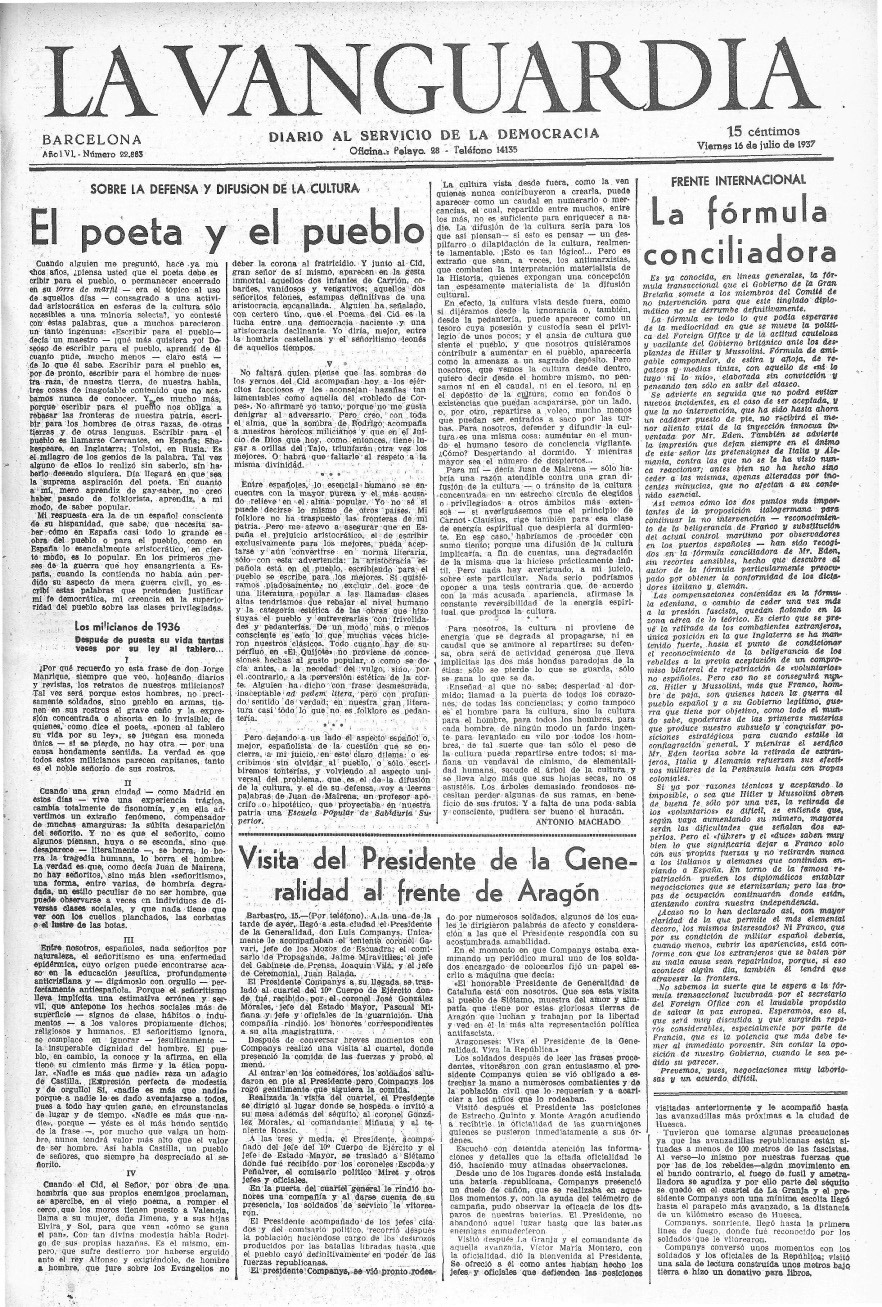
Publicación en portada del diario La Vanguardia del viernes 16 de julio de 1937: «El poeta y el pueblo», discurso de Antonio Machado para el II Congreso Internacional de Escritores para la Defensa de la Cultura organizado por la Alianza de Intelectuales Antifascistas y celebrado en Valencia.

Machado y su familia, tras ser acogidos provisionalmente en la Casa de la Cultura de Valencia, se instalaron en Villa Amparo, un chalet en la localidad de Rocafort, desde finales de noviembre de 1936 hasta abril de 1938, fecha en que fueron evacuados a Barcelona. Durante su estancia valenciana, el poeta, a pesar del progresivo deterioro de su salud, escribió sin descanso comentarios, artículos, análisis, poemas y discursos (como el que pronunció para las Juventudes Socialistas Unificadas, en una plaza pública de Valencia ante una audiencia multitudinaria), y asistió al II Congreso Internacional de Escritores para la Defensa de la Cultura organizado por la Alianza de Intelectuales Antifascistas y celebrado en la capital valenciana, donde leyó su reflexión titulada «El poeta y el pueblo». Durante los últimos días del Congreso, se realizó la segunda conferencia nacional de la Asociación de Amigos de la Unión Soviética durante la cual se renovaron sus cargos y se eligió a Antonio Machado como miembro de su comité nacional.
En 1937 publicó La guerra, con ilustraciones de su hermano menor José Machado Ruiz. De entre sus últimos escritos, obra de compromiso histórico y testimonial, destacan textos de hondura estremecedora, como la elegía dedicada a Federico García Lorca: El crimen fue en Granada.

#### Escala en Barcelona
Ante el peligro de que Valencia quede aislada, los Machado se trasladaron a Barcelona, donde tras un hospedaje provisional en el Hotel Majestic, ocuparon la finca de Torre Castañer. El lujo del lugar contrasta con las miserias de la guerra: no hay carbón para las estufas, ni su imprescindible tabaco, ni apenas alimentos. Allí permanecieron desde finales de mayo de 1938 hasta los primeros días del siguiente año.

#### Exilio y muerte
El 22 de enero de 1939, y ante la inminente ocupación de la ciudad por las fuerzas del bando sublevado, el poeta y su familia salieron de Barcelona en un vehículo de la Dirección de Sanidad conseguido por el doctor José Puche Álvarez; les acompañan, entre otros amigos, el filósofo Joaquín Xirau, el filólogo, Tomás Navarro Tomás, el humanista catalán Carlos Riba, el novelista Corpus Barga y una interminable caravana de cientos de miles de españoles anónimos huyendo de su patria.
Tras una última noche en suelo español, en Viladasens, las cuarenta personas que componían el grupo cubrió el último tramo hacia el exilio. Apenas a medio kilómetro de la frontera con Francia, tuvieron que abandonar los coches de Sanidad, embotellados en el colapso de la huida. Allí quedaron también sus maletas, al pie de la larga cuesta que hubo que recorrer bajo la lluvia y el frío del atardecer hasta la aduana francesa, que solo gracias a las gestiones de Corpus Barga (que disponía de un permiso de residencia en Francia) pudieron superar. Unos coches les llevaron hasta la estación ferroviaria de Cerbère, donde gracias a las influencias de Xirau se les permitió pasar la noche en un vagón estacionado en vía muerta.
A la mañana siguiente, con la ayuda de Navarro Tomás y Corpus Barga, se trasladaron en tren hasta Colliure (Francia), donde el grupo encontró albergue en la tarde del día 28 de enero, en el Hotel Bougnol-Quintana. Allí quedaron a la espera de una ayuda que no llegaría a tiempo.

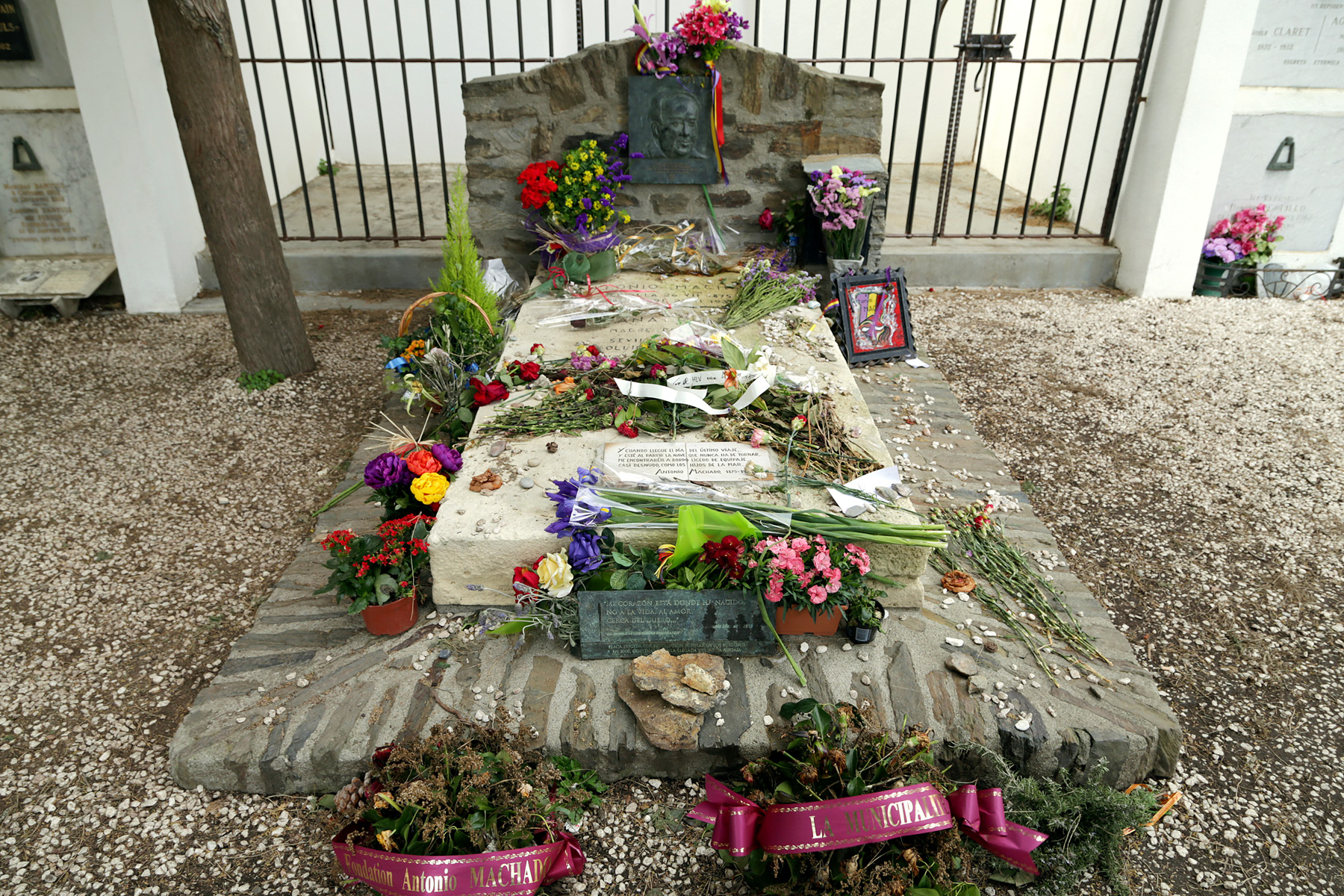
Tumba de Antonio Machado y su madre, Ana Ruiz, en el cementerio de Colliure (Francia)

Antonio Machado murió de neumonía a las tres y media de la tarde del 22 de febrero de 1939, Miércoles de Ceniza.
José Machado relataría luego que su madre, saliendo por unos instantes del estado de semiinconsciencia en el que la habían sumido las penalidades del viaje, y al ver vacía la cama de su hijo junto a la suya, preguntó por él con ansiedad. No creyó las piadosas mentiras que le dijeron y comenzó a llorar. Murió el 25 de febrero, justo el día en que cumplía ochenta y cinco años de edad, haciendo efectiva la promesa que formuló en voz alta en Rocafort: «Estoy dispuesta a vivir tanto como mi hijo Antonio». Ana Ruiz fue enterrada junto a su hijo en el nicho cedido por una vecina de Colliure, en el pequeño cementerio de la localidad francesa donde reposan sus restos desde entonces.

Late, corazón... No todo
se lo ha tragado la tierra.
Antonio Machado en Gibson (2006).

#### Depuraciónpost mortemy rehabilitación
Como todos los profesores de Segunda Enseñanza, fue sometido por las autoridades franquistas a un expediente de depuración. La Comisión de Depuración C de Madrid pidió un informe al Instituto Cervantes de Madrid donde tenía su plaza de catedrático y la dirección del centro le comunicó a la Comisión que había fallecido «según referencias de los periódicos». Así que, sin solicitar más informes, se procedió a la separación definitiva del cuerpo de catedráticos de Instituto decretada el 7 de julio de 1941, dos años después de haber muerto en el exilio. Mucho tiempo antes, al comienzo de la guerra civil española, los compañeros de Machado del Instituto de Segovia donde también había estado le habían declarado indeseable junto con otros profesores defensores de la legalidad republicana y remitieron una nota al diario local El Adelantado de Segovia que la publicó el 27 de noviembre de 1936. En ella se decía:

Publicadas recientemente y por distintos medios de difusión diferentes actuaciones, imputadas a los ex catedráticos de este instituto Antonio Machado Ruiz, Rubén Landa Vaz y Jaén Morente, indiscutiblemente censurables, por antipatrióticas y contrarias al Movimiento Nacional, el claustro de este centro no podía mostrarse ajeno... en sesión celebrada el 11 de noviembre, declaró indeseables a tales señores y estimando a la vez como depresiva la presencia de sus nombres en el mismo escalafón al que nos honramos pertenecer.

Hubo que esperar hasta 1981 para que fuera rehabilitado (con la misma fórmula) como profesor del Instituto Cervantes de Madrid, por orden ministerial de un gobierno democrático. Varios autores han estudiado si Machado era masón o en qué grado lo fue. Según António Apolinário Lourenço sería «prácticamente unánime» la aceptación de este hecho, aunque destaca la nula actividad del poeta en actividades de la orden. Para el hispanista Paul Aubert, si bien este no descarta la posibilidad, no existen pruebas de su vinculación con ninguna logia, aunque señala sus contactos con miembros de la masonería.

## Autorretrato
En una breve autobiografía casi improvisada por Machado en 1913, dejó escritas algunas claves personales que dibujan mejor que ningún estudio crítico su perfil humano:

Tengo un gran amor a España y una idea de España completamente negativa. Todo lo español me encanta y me indigna al mismo tiempo. Mi vida está hecha más de resignación que de rebeldía; pero de cuando en cuando siento impulsos batalladores que coinciden con optimismos momentáneos de los cuales me arrepiento y sonrojo a poco indefectiblemente. Soy más autoinspectivo que observador y comprendo la injusticia de señalar en el vecino lo que noto en mí mismo. Mi pensamiento está generalmente ocupado por lo que llama Kant conflictos de las ideas trascendentales y busco en la poesía un alivio a esta ingrata faena. En el fondo soy creyente en una realidad espiritual opuesta al mundo sensible.
Antonio Machado, Autobiografía.

### Ideología
Creo que la mujer española alcanza una virtud insuperable y que la decadencia de España depende del predominio de la mujer y de su enorme superioridad sobre el varón. Me repugna la política donde veo el encanallamiento del campo por el influjo de la ciudad. Detesto al clero mundano que me parece otra degradación campesina. En general me agrada más lo popular que lo aristocrático social y más el campo que la ciudad. El problema nacional me parece irresoluble por falta de virilidad espiritual; pero creo que se debe luchar por el porvenir y crear una fe que no tenemos. Creo más útil la verdad que condena el presente, que la prudencia que salva lo actual a costa siempre de lo venidero. La fe en la vida y el dogma de la utilidad me parecen peligrosos y absurdos. Estimo oportuno combatir a la Iglesia católica y proclamar el derecho del pueblo a la conciencia y estoy convencido de que España morirá por asfixia espiritual si no rompe ese lazo de hierro. Para ello no hay más obstáculos que la hipocresía y la timidez. Ésta no es una cuestión de cultura —se puede ser muy culto y respetar lo ficticio y lo inmoral— sino de conciencia. La conciencia es anterior al alfabeto y al pan.
Antonio Machado, Autobiografía.

## Iconografía
De entre la numerosa galería de retratos literarios, pictóricos y fotográficos compuestos y conservados de Antonio Machado, hay que destacar algunos que en diferentes ocasiones han merecido el calificativo de magistrales y que conforman su iconografía universal.
Documentos de indudable valor histórico-artístico son los diversos retratos y dibujos que su hermano José le dedicó a lo largo de su vida, tomados del natural o a partir de fotografías del poeta. De mayor valor artístico son el retrato al óleo que Sorolla pintó de Machado en diciembre de 1917; el lápiz hecho por Leandro Oroz en 1925, y el óleo casi vanguardista de Cristóbal Ruiz, en 1927.
Quizá el capítulo más popular de la iconografía del poeta lo constituyan los retratos fotográficos que los dos Alfonsos (Alfonso Sánchez García y su hijo Alfonso Sánchez Portela) hicieron de Machado entre 1910 y 1936. En especial el Retrato de perfil de 1927, y el Retrato del café de Las Salesas.

## Obra

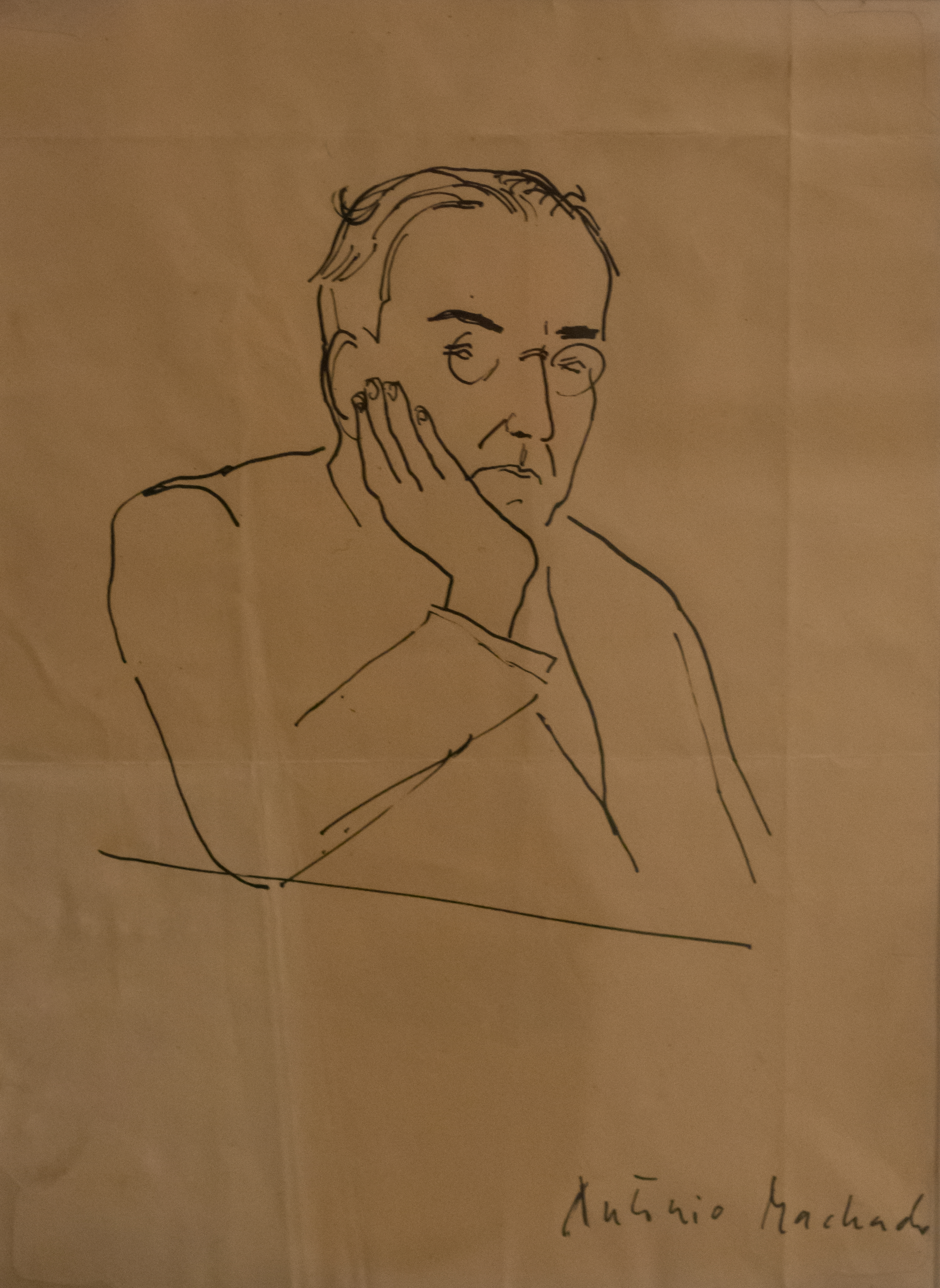
Dibujo de Antonio Machado. Exposición temporal Por la defensa de la Cultura en el Centro del Carmen de Valencia.

Como análisis literario elemental, Max Aub recogió en su Manual de Historia de la Literatura Española el conocido silogismo que plantea que si Unamuno representó «un modo de sentir» y Ortega «un modo de pensar» Machado representa «un modo de ser». Max Aub completó el retrato, matizando en ese modo de ser: «la estirpe romántica, la sencilla bondad, el vigor intelectual y la sincera melancolía».
Su obra poética se abrió con Soledades, escrito entre 1901 y 1902, y casi reescrito en Soledades. Galerías. Otros poemas, que publicó en octubre de 1907.
Durante su estancia en Soria, Machado escribió su libro más noventayochista, Campos de Castilla, publicado por la editorial Renacimiento en 1912. Sus protagonistas son las tierras castellanas y los hombres que las habitan. Le siguió la primera edición de sus Poesías completas (1917), en la que se incrementan los libros anteriores con nuevos poemas y se añaden los poemas escritos en Baeza tras la muerte de Leonor, los populares «Proverbios y cantares» —«poemas breves, de carácter reflexivo y sentencioso»—, y una colección de textos de crítica social, dibujando la España de aquel momento. En 1924 publicó las Nuevas canciones, recuperando materiales escritos en Baeza y aún en Soria, y mezclando ejemplos de sentenciosa poesía gnómica y análisis en torno al hecho de la creación poética, con paisajes soñados, algunas galerías y los primeros sonetos que se le conocen.
Las ediciones de Poesías completas de 1928 y 1933 incluyeron algunos de los textos adjudicados a sus dos apócrifos, «Juan de Mairena» y «Abel Martín» –maestro de Mairena—, y en la edición de 1933 las primeras Canciones a Guiomar.
En 1936, en vísperas de la guerra civil española, publicó: Juan de Mairena. Sentencias, donaires, apuntes y recuerdos de un profesor apócrifo. El estallido de la rebelión militar impidió la difusión del volumen que durante años permaneció en el limbo de lo desconocido.

### Abel Martín y Juan de Mairena

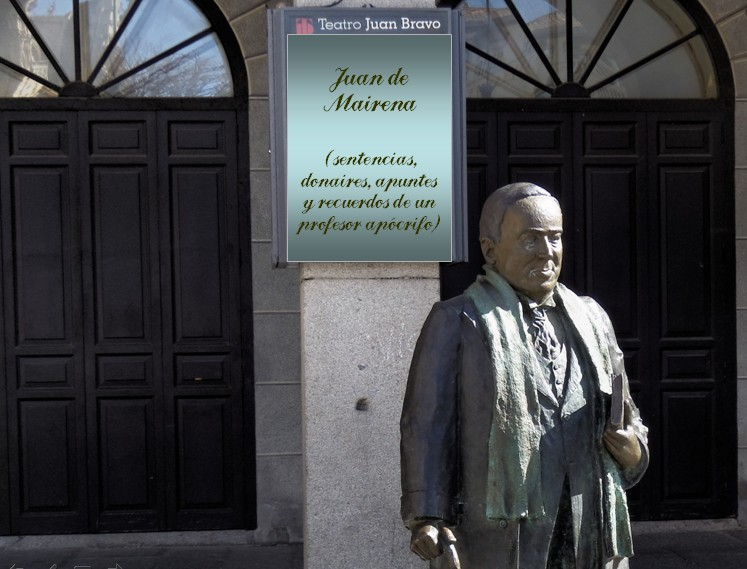
Estatua de Machado ante el Teatro Juan Bravo en la plaza Mayor de Segovia

Juan de Mairena y Abel Martín, heterónimos de Machado (él mismo llegó a reconocer que Mairena era su «yo filosófico»), desplazaron al poeta modernista y simbolista, sustituyéndolo por un pensador original, hondo y precursor de un género mixto que luego sería imitado por muchos otros autores. Originalmente concebidos como poetas, Martín y Mairena se presentan como filósofos populares, herederos de la «lengua hecha» (que el poeta citaba siempre a propósito de Cervantes y el Quijote) y en defensa de la «lengua hablada», dicho con palabras de Machado: «Rehabilitemos la palabra en su valor integral. Con la palabra se hace música, pintura y mil cosas más; pero sobre todo, se habla».
Gran parte del Juan de Mairena, publicado por Espasa-Calpe en 1936, reúne la colección de ensayos que Machado había publicado en la prensa madrileña desde 1934. A través de sus páginas, un imaginario profesor y sus alumnos analizan la sociedad, la cultura, el arte, la literatura, la política, la filosofía, planteados con una caprichosa variedad de tonos, desde la aparente frivolidad hasta la gravedad máxima, pasando por la sentencia, la paradoja, el adagio, la erudición, la introspección, la retórica como arte, la cuchufleta o el más fino y sutil humor celtibérico.

### Teatro
Durante la década de 1920 y los primeros años de la década del treinta, Machado escribió teatro en colaboración con su hermano Manuel. Se llegaron a estrenar en Madrid las siguientes obras: Desdichas de la fortuna o Julianillo Valcárcel (1926), Juan de Mañara (1927), Las adelfas (1928), La Lola se va a los puertos (1929), La prima Fernanda (1931) y La duquesa de Benamejí (1932).

## Auto-poética

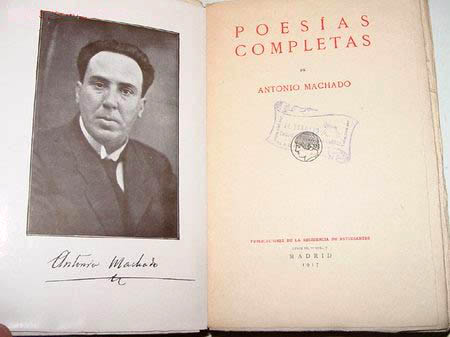
Página de título de la primera edición de las Poesías completas de Antonio Machado, con autógrafo y foto del autor (tomada hacia 1917, en su etapa de profesor en Baeza). Fondos de la Biblioteca del Ateneo de Madrid.

### El verbo
El adjetivo y el nombre 
 remansos del agua limpia 
 son accidentes del verbo 
 en la gramática lírica 
 del hoy que será mañana 
 del ayer que es todavía.
Los complementarios, 1914 y Nuevas canciones, "De mi cartera" 1917-1930

### Tiempo poético
La poesía es —decía Mairena— el diálogo del hombre, de un hombre con su tiempo. Eso es lo que el poeta pretende eternizar, sacándolo fuera del tiempo, labor difícil y que requiere mucho tiempo, casi todo el tiempo de que el poeta dispone. El poeta es un pescador, no de peces, sino de pescados vivos; entendámonos: de peces que puedan vivir después de pescados.
Juan de Mairena (IX), 1936.

### Tiempo mundano
Poeta ayer, hoy triste y pobre 
 filósofo trasnochado 
 tengo en monedas de cobre el oro de ayer cambiado.
Galerías (XCV. «Coplas mundanas»), 1907.

Dice la monotonía 
 del agua clara al caer: 
 un día es como otro día; 
 hoy es lo mismo que ayer
Soledades, 1889-1907.

### Tiempo filosófico
Nuestras horas son minutos 
 cuando esperamos saber, 
 y siglos cuando sabemos 
 lo que se puede aprender.
Campos de Castilla, "CXXXVI. Proverbios y cantares", 1912

### Diálogo
Ayer soñé que veía 
 a Dios y que a Dios hablaba; 
 y soñé que Dios me oía... 
 Después soñé que soñaba. 

Campos de Castilla, "CXXXVI.Proverbios y cantares", 1912

### Los símbolos
Mucha literatura se ha escrito sobre «símbolos machadianos». Cualquier lector de su poesía, tras un simple y breve vistazo a una de las muchas antologías poéticas de Antonio Machado, podrá enumerar: camino, fuente, sueño, ciprés, agua, noche, mar, jardín, alma, tarde, primavera, muerte, soledades... 

O que yo pueda asesinar un día 
 en mi alma, al despertar, esa persona 
 que me hizo el mundo mientras yo dormía.

### La rima
Recordemos hoy a Gustavo Adolfo, el de las rimas pobres, la asonancia indefinida y los cuatro verbos por cada adjetivo definidor. Alguien ha dicho con indudable acierto: «Bécquer, un acordeón tocado por un ángel». Conforme: el ángel de la verdadera poesía.
Juan de Mairena —XLIII. Sobre Bécquer—, 1936.

### Imágenes
De los suprarrealistas hubiera dicho Juan de Mairena: Todavía no han comprendido esas mulas de noria que no hay noria sin agua
Juan de Mairena XLIX, 1936)

## Poética
- «Antes de escribir un poema —decía Mairena a sus alumnos— conviene imaginar el poeta capaz de escribirlo. Terminada nuestra labor, podemos conservar el poeta con su poema, o prescindir del poeta —como suele hacerse— y publicar el poema; o bien tirar el poema al cesto de los papeles y quedarnos con el poeta, o por último, quedarnos sin ninguno de los dos, conservando siempre al hombre imaginativo para nuevas experiencias poéticas». (Juan de Mairena —XXII—, 1936)

## Cronología de publicaciones
A modo de guía, y según su fecha de publicación:

### Poesía
- 1903 - Soledades: poesías
- 1907 - Soledades. Galerías. Otros poemas
- 1912 - Campos de Castilla
- 1917 - Páginas escogidas
- 1917 - Poesías completas
- 1917 - Poemas
- 1918 - Soledades y otras poesías
- 1919 - Soledades, galerías y otros poemas
- 1924 - Nuevas canciones
- 1928 - Poesías completas (1899-1925)
- 1933 - Poesías completas (1899-1930)
- 1933 - La tierra de Alvargonzález
- 1936 - Poesías completas
- 1937 - La guerra (1936-1937)

### Prosa
- 1936 - Juan de Mairena (sentencias, donaires, apuntes y recuerdos de un profesor apócrifo)
- 1957 - Los complementarios (recopilación póstuma a cargo de Guillermo de Torre publicada en Buenos Aires por Editorial Losada).
- 1994 - Cartas a Pilar (edición de G. C. Depretis, en Madrid con Anaya-Mario Muchnik).
- 2004 - El fondo machadiano de Burgos. Los papeles de AM (edición de A. B. Ibáñez Pérez, en Burgos por la Institución Fernán González).

### Teatro
(con Manuel Machado)
- 1926 - Desdichas de la fortuna o Julianillo Valcárcel
- 1927 - Juan de Mañara
- 1928 - Las adelfas
- 1930 - La Lola se va a los puertos
- 1930 - La prima Fernanda
- 1932 - La duquesa de Benamejí
- 1932 - Teatro completo, I, Madrid, Renacimiento.
- 1947 - El hombre que murió en la guerra (homenaje en Buenos Aires)

(adaptaciones de clásicos, en colaboración)
- 1924 - El condenado por desconfiado, de Tirso de Molina (con José López Hernández), estrenada el 2 de enero de 1924, en el Teatro Español de Madrid, con Ricardo Calvo como protagonista principal.
- 1924 - Hernani, de Victor Hugo (con Francisco Villaespesa), estrenada el 1 de enero de 1925, en el Teatro Español de Madrid, por la compañía de María Guerrero y Fernando Díaz de Mendoza.[88]
- 1926 - La niña de plata, de Lope de Vega (con José López Hernández).

## En la escultura

### Las cabezas de Pablo Serrano
El 19 de junio de 2007 se instaló en los jardines de la Biblioteca Nacional de Madrid, sobre un pedestal del diseñador Alberto Corazón, la última «cabeza» de Antonio Machado de la casi legendaria serie realizada por el escultor Pablo Serrano desde años sesenta. Antes, en 1981, otra «cabeza» de don Antonio había sido regalada por Serrano y expuesta en el museo de la Real Academia de Bellas Artes de San Fernando, y una más en Soria en 1982, frente al colegio donde el poeta impartió sus clases de francés. La supuesta «cabeza original» de toda la serie pudo colocarse finalmente en Baeza en 1983.
En 1985 una nueva cabeza decoró el monumento titulado "El Pueblo de Madrid al poeta Antonio Machado", en el barrio madrileño Ciudad de los poetas y junto a la estación de metro que también lleva su nombre.
Fuera de España, pueden verse "cabezas" de Machado en el Centre Georges Pompidou de París (obra de Serrano de 1962, adquirida por la institución francesa en 1971), otra en el MOMA de Nueva York, al parecer comprada en 1967, y una tercera en la Universidad Brown, en Providence (Rhode Island) (Estados Unidos).

### Esculturas callejeras
No podían faltar representaciones del poeta "ligero de equipaje", abundando en la moda de las esculturas callejeras. Pueden verse Machados de bronce, paseando, sentado leyendo o pensando, ausente de la silla que sujeta su amada Leonor, con la maleta a mano... El paseante se encontrará con ellas en las ciudades machadianas: Soria, Segovia, Baeza.

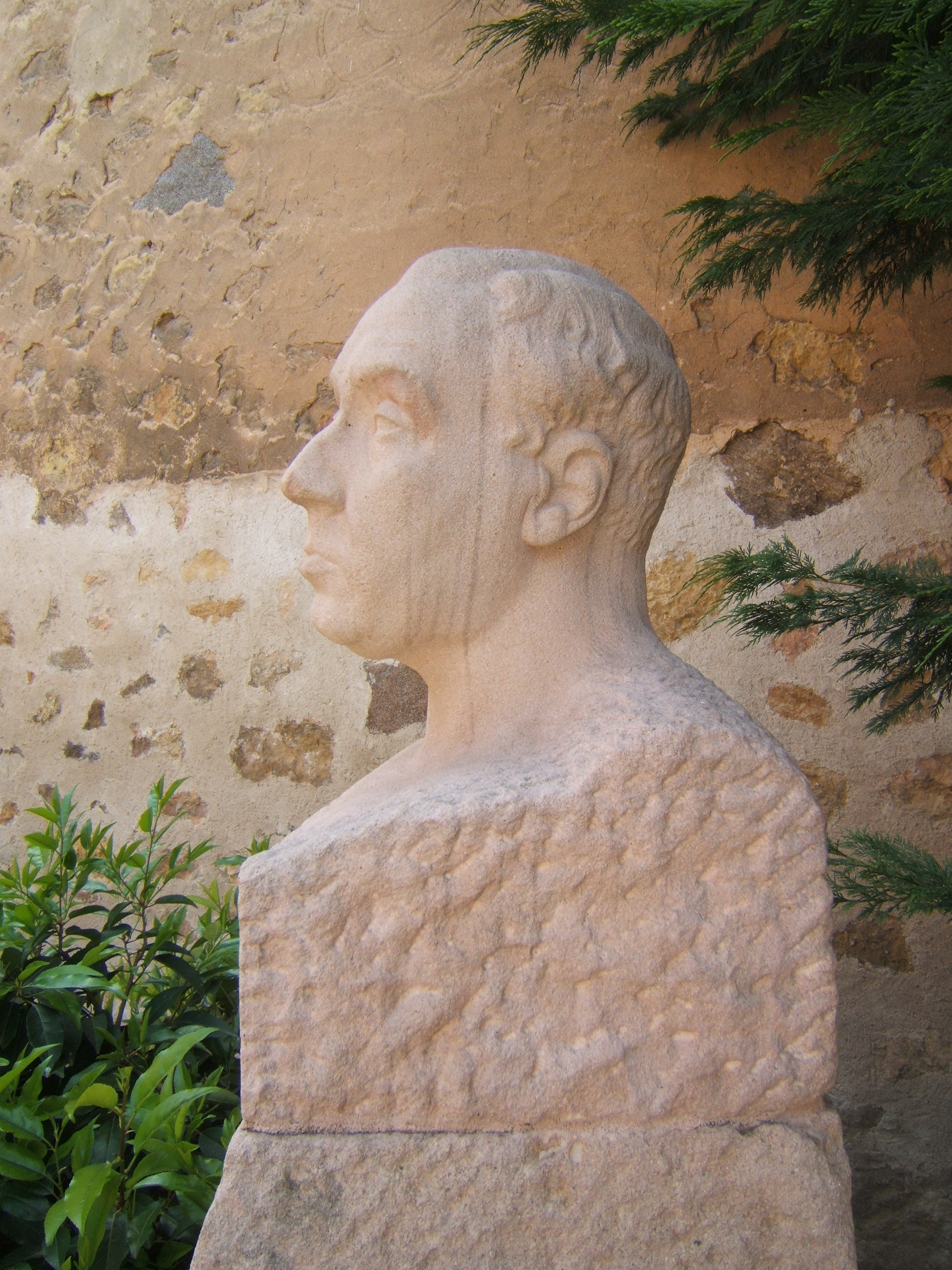
Antonio Machado por Barral (hacia 1920-22)

En 1922, Emiliano Barral concluyó y regaló a Machado un busto blanco del poeta. Una copia hecha por Pedro Barral recuerda desde un rincón del jardín que da acceso a la Casa-Museo de Machado en Segovia aquellos versos que unieron a los dos artistas en la eternidad:

... y, so el arco de mi cejo,
 dos ojos de un ver lejano,
 que yo quisiera tener
 como están en tu escultura:
 cavados en piedra dura,
 ::en piedra, para no ver.

## Reconocimientos
Además de las variopintas esculturas dedicadas al poeta, entre los numerosos reconocimientos dedicados a Antonio Machado, su obra y su memoria, pueden mencionarse de modo aleatorio:

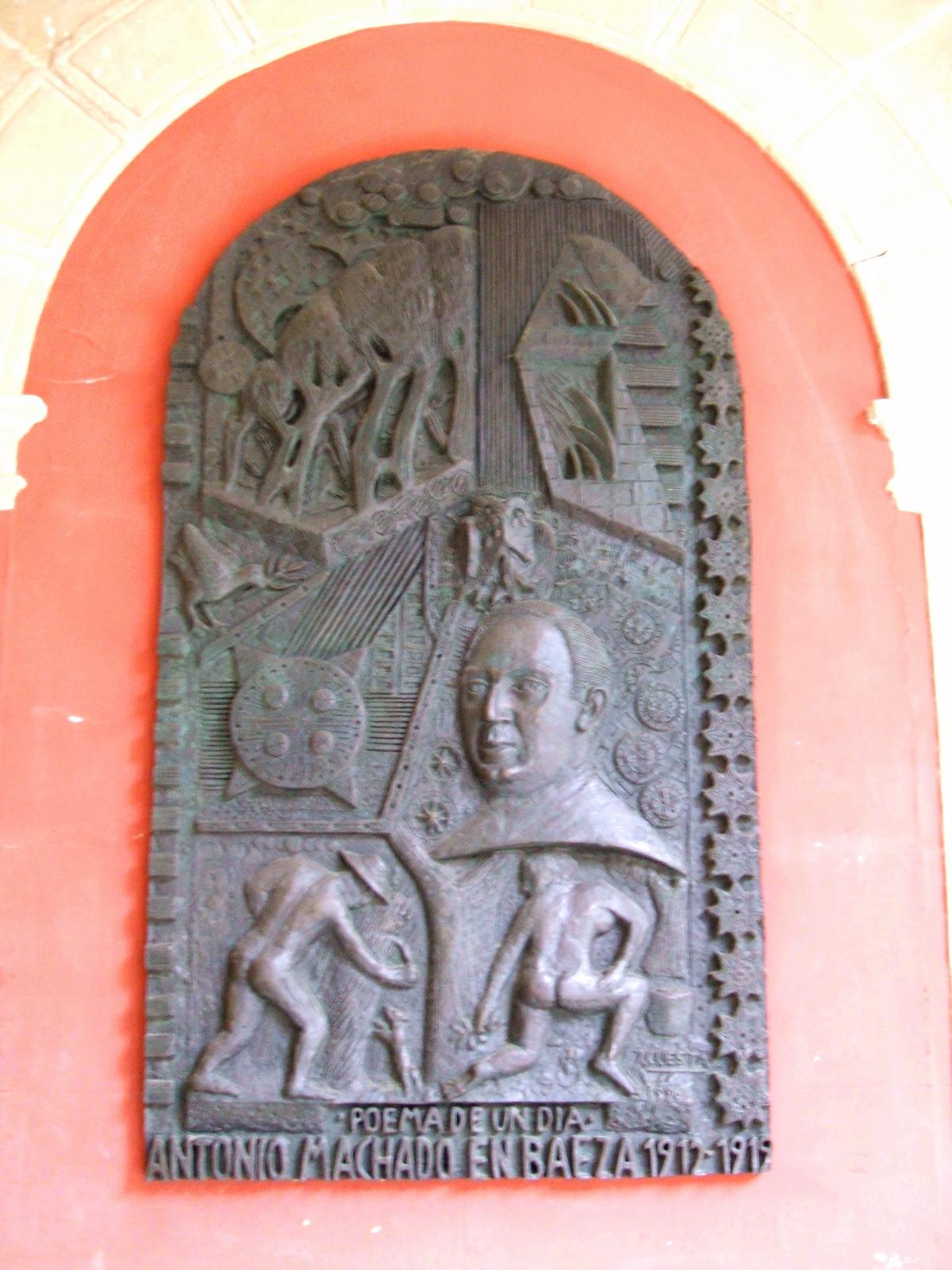
Placa en honor a Antonio Machado en la antigua universidad de Baeza. Siendo Instituto de Bachillerato, el poeta impartió aquí clases de Gramática Francesa desde 1912 hasta 1919.

- Aún en vida del poeta, Machado fue homenajeado en Soria y declarado Hijo Adoptivo de la ciudad, el 5 de octubre de 1932.[94]
- El homenaje que desde el Instituto Hispánico, en Estados Unidos, le tributaron en el décimo aniversario de su muerte, amigos en el exilio, con un comité formado por: Tomás Navarro Tomás, Jorge Guillén, Rafael Heliodoro Valle, Federico de Onís, Arturo Torres Rioseco, Andrés Iduarte, Eugenio Florit y Gabriel Pradal.
- La exposición homenaje de los artistas españoles en París, inmortalizada por el cartel autógrafo que realizó Pablo Picasso, con fecha de 3 de enero de 1955.
- El cartel de Joan Miró realizado en 1966 para el frustrado homenaje a Machado en Baeza.[95]
- El álbum Dedicado a Antonio Machado, poeta (1969), del cantautor Joan Manuel Serrat, que contribuyó a la recuperación y popularización del poeta.
- Ángel González, uno de los más aplicados biógrafos y estudiosos de la figura y la obra de Antonio Machado, le dedicó también algunos de sus poemas más personales, como la elegía que incluyó en su tercer libro Grado Elemental (1962), titulada "Camposanto en Colliure".
- El historiador Manuel Tuñón de Lara dedicó su libro Antonio Machado, poeta del pueblo (1967), además de numerosos artículos, a quien fuera su poeta predilecto. En el titulado "Los grandes temas de la cultura española en la hora presente"(Cuadernos Americanos, N.º 6, 1964), situó a Machado como «el prototipo del intelectual por su ejemplo y su obra humanista».[96]
- Como en el caso de otros miembros de la generación del 98, su nombre ha sido reflejado en numerosos callejeros de ciudades españolas; así, por ejemplo en Madrid en una avenida entre los barrios de Valdezarza y Ciudad Universitaria, en el distrito Moncloa-Aravaca,[97] coincidiendo con la apertura de una de las estaciones de la línea 7 del Metro de Madrid.
- En el nuevo edificio de la School of Foreign Studies de la Universidad de Osaka (Japón) hay un gran mural con citas de muchos idiomas. Como representante del español se escogieron los versos de Antonio Machado "Caminante no hay camino, se hace camino al andar".

### Documental y cómic
Ambos tienen el título "Antonio Machado. Los días azules" que es el último verso que escribió: <<Estos días azules y este sol de la infancia>>. El documental recupera la memoria y la obra de Antonio Machado, en el 80 aniversario de su muerte. La vida del poeta como símbolo de la España que se perdió: un canto a la importancia de la cultura para la vida, para el progreso y para crear una sociedad mejor. El cómic es obra de Cecília Hill y Josep Salvia.